# PAL Airlines
PAL Airlines (ehemals Provincial Airlines) ist eine kanadische Regionalfluggesellschaft mit Hauptsitz am St. John’s International Airport in St. John’s, Neufundland und Labrador. PAL betreibt planmäßige Passagier-, Fracht-, Ambulanz- und Charterdienste. PAL ist der Zweig der kommerziellen Fluggesellschaften der PAL Group of Companies. PAL ist neben Jazz Aviation die zweitgrößte regionale Fluggesellschaft im Osten Kanadas.

## Geschichte
Die Fluggesellschaft wurde im August 1974 als Flugschulungs- und Charterunternehmen gegründet. Der planmäßige Flugbetrieb begann 1980 als Provincial Airlines.
Am Anfang flog PAL Leichtflugzeuge wie die Piper Navajo und die Britten-Norman Islander. In den späten 1980er Jahren erwarb das Unternehmen Fairchild Metroliners, um seinen Flugpassagierverkehr aufzubauen. Anschließend erweiterte es 1995 seine Flotte um de Havilland DHC-6 Twin Otter, danach auch Saab 340 und De Havilland Dash 8 Flugzeuge. In den 1980er Jahren baute das Unternehmen auch seine luftgestützte Meeresüberwachungsabteilung aus, die bis 1989 als Atlantic Airways operierte. 1988 erwarb es Eastern Flying Service (gegründet 1956 und betreibt ein umfangreiches Luftkuriernetz und Charterdienste).
Von 1995 bis 1997 nutzte die Gesellschaft die Marke Interprovincial Airlines, um planmäßige regionale Flugdienste in einer kommerziellen Vereinbarung mit Air Nova zu betreiben. Die Marke Provincial Airlines wurde 1997 wiederhergestellt, um das Netzwerkwachstum zu fördern und sich auf die Bedürfnisse des regionalen Luftverkehrs zu konzentrieren. 1988 schloss sich PAL Airlines der Innu Development Limited Partnership an, um Innu Mikun Airlines zu gründen, die sich zur größten in Labrador ansässigen Fluggesellschaft entwickelte, die Charterflüge in ganz Labrador und Linienflugdienste für Küstengemeinden von Labrador anbietet.
Exchange Income Corp. übernahm im November 2014 die Gesellschaft. Exchange Income Corp. besaß bereits Calm Air, Perimeter Aviation, Bearskin Airlines, Keewatin Air und Custom Helicopters. Im Jahre 2016 benannte sich die Gesellschaft in PAL Airlines um. Im Jahr 2017 gründeten PAL Airlines, Innu Development LP und NGC Nunatsiavut Air Borealis durch eine Fusion von Innu Mikun Airlines und Air Labrador.

## Flugziele
Die Fluggesellschaft bedient über 25 Gemeinden in ganz Quebec und den atlantisch-kanadischen Provinzen Neufundland und Labrador, New Brunswick, Nova Scotia und Prince Edward Island.

## Flotte

### PAL Airlines
Mit Stand Januar 2024 besteht die Flotte der PAL Airlines aus 19 Flugzeugen mit einem Durchschnittsalter von 25,0 Jahren:
| Flugzeugtyp                   | aktiv | bestellt | Anmerkungen | Sitzplätze | Durchschnittsalter |
| ----------------------------- | ----- | -------- | ----------- | ---------- | ------------------ |
| De Havilland Canada DHC-8-100 | 02    |          |             | 37         | 33,9 Jahre         |
| De Havilland Canada DHC-8-300 | 05    |          |             | 50         | 28,0 Jahre         |
| De Havilland Canada DHC-8-400 | 12    |          |             | 76         | 22,2 Jahre         |
| Gesamt                        | 19    | –        |             |            | 25,0 Jahre         |

#### Ehemalige Flugzeugtypen
In der Vergangenheit setzte PAL Airlines bereits folgende Flugzeugtypen ein:
- Saab 340[7]

### Air Borealis
Die Flotte der Air Borealis besteht aus zehn de Havilland Canada DHC-6 Twin Otter.

### PAL Aerospace
Mit Stand Januar 2024 besteht die Flotte der PAL Aerospace aus fünf Flugzeugen mit einem Durchschnittsalter von 31,9 Jahren:
| Flugzeugtyp                   | Anzahl | bestellt | Anmerkungen                                                           | Durchschnittsalter |
| ----------------------------- | ------ | -------- | --------------------------------------------------------------------- | ------------------ |
| De Havilland Canada DHC-8-100 | 4      |          | für verschiedene Küstenwachen betrieben                               | 32,7 Jahre         |
| De Havilland Canada DHC-8-300 | 1      |          | für UK Home Office zur Migrationsüberwachung im Ärmelkanal betrieben. | 28,5 Jahre         |
| Gesamt                        | 5      | –        |                                                                       | 31,9 Jahre         |